# 다산네트웍솔루션즈
주식회사 다산네트웍솔루션즈(DASAN Network Solutions, Inc.)는 유무선 통신장비를 개발, 생산하는 기업이다.